# Villapoupre
Villapoupre (llamada oficialmente San Martiño de Vilapoupre) es una parroquia y una aldea española del municipio de Antas de Ulla, en la provincia de Lugo, Galicia.

## Organización territorial
La parroquia está formada por once entidades de población, constando ocho de ellas en el nomenclátor del Instituto Nacional de Estadística español:
- A Aldea de Arriba
- A Carreira
- Alvidrón de Outeiro
- Castrillón
- Mancegar
- O Corgo
- Pedrouzos
- Penela Garceira
- Portocarreiro
- San Martiño de Vilapoupre
- Vilapoupre

## Demografía

### Parroquia
| Gráfica de evolución demográfica de Villapoupre (parroquia) entre 2000 y 2019 |
|                                                                               |
| Datos según el nomenclátor publicado por el INE.                              |

### Aldea
| Gráfica de evolución demográfica de Vilapoupre (aldea) entre 2000 y 2019 |
|                                                                          |
| Datos según el nomenclátor publicado por el INE.                         |